# Los Bravos
Los Bravos foi uma banda beat espanhola formada em 1965, originária de Madrid. O single "Black Is Black" alcançou o  #2 no Reino Unido em julho de 1966, e #4 nos Estados Unidos (a primeira banda espanhola a vender mais de um milhão de discos).

## Biografia
A banda era uma amálgama de duas bandas pop Los Sonor e The Runaways. O vocalista Mike Kogel era originário da Alemanha. A sua voz era muito semelhante a Gene Pitney. O single "Black Is Black" alcançou o nº2 no UK Singles Chart em julho de 1966 e  #4 nos Estados Unidos na Billboard Hot 100, o primeiro grupo espanhol a conseguir esse feito. A canção vendeu mais de um milhão de cópias no mundo inteiro.

## Membros
- Mike Kogel (n 25 de abril de 1945, Berlim) - vocalista posteriormente mudou o nome para Mike Kennedy em carreira solo
- Antonio Martinez
- Manuel Fernandez
- Miguel Vicens Danus
- Pablo Gomez

## Discografia

### Álbuns
- Black Is Black (1966) - Sindrome - U.S. #93
- Bring a Little Lovin'  (1968) - Parrot Records
- All the Best (1993) - (compilação) - Decca

### Singles
- "Black Is Black" (1966) - UK #2 U.S. #4
- "I Don't Care (1966) - UK #16
- "Bring a Little Lovin'" (1968) - U.S. #51